# Lipiennik

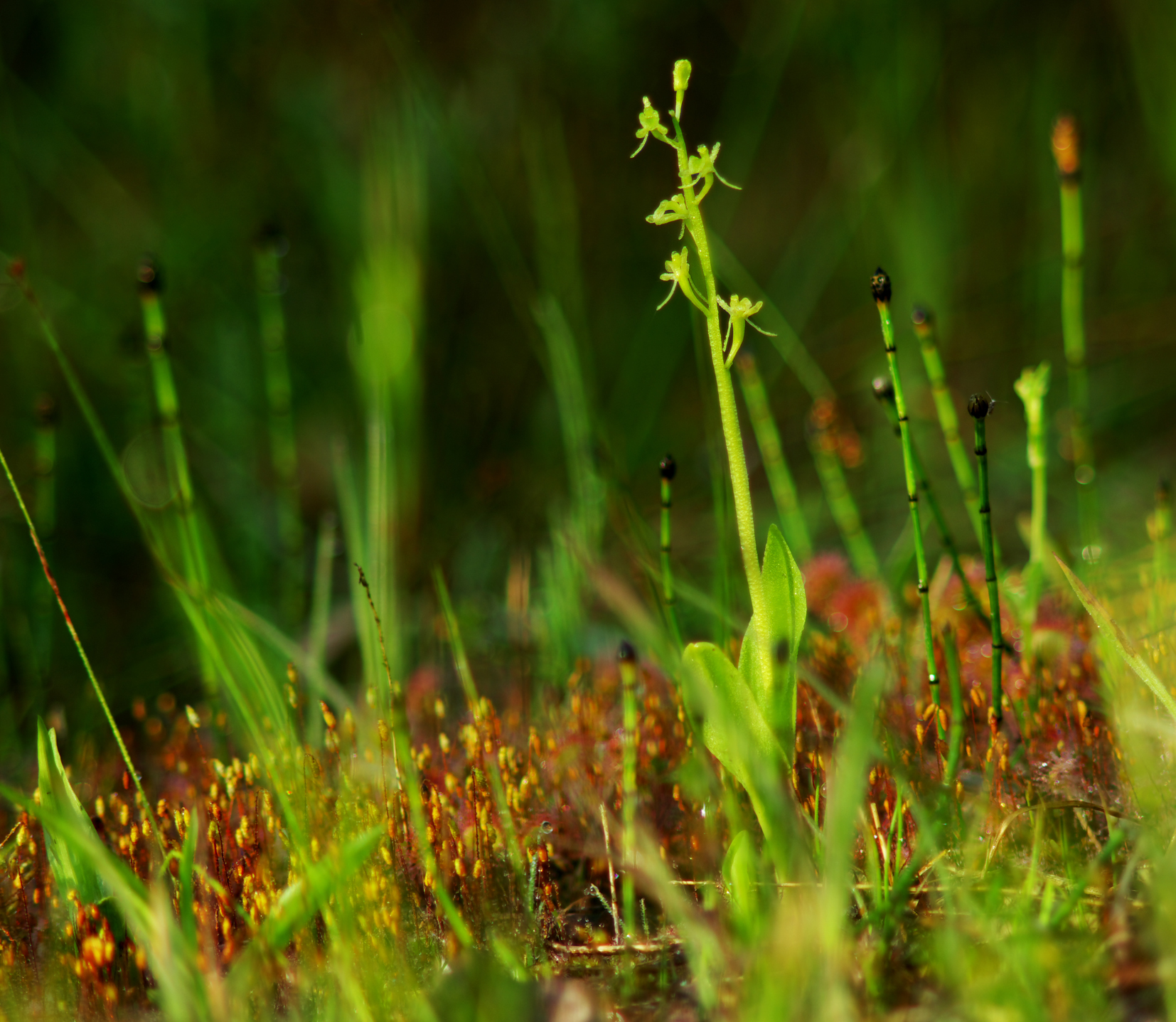
Lipiennik Loesela

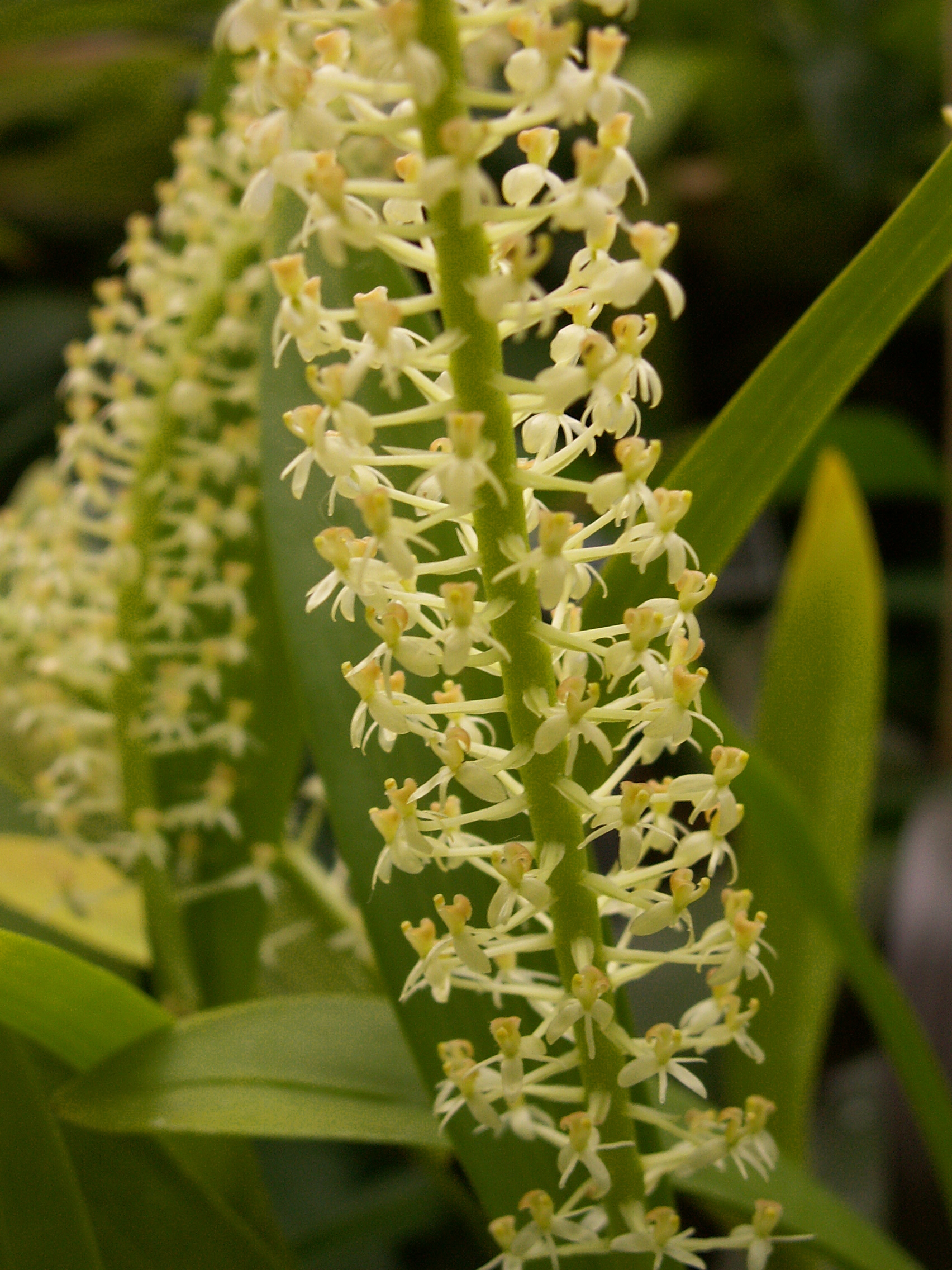
Liparis condylobulbon

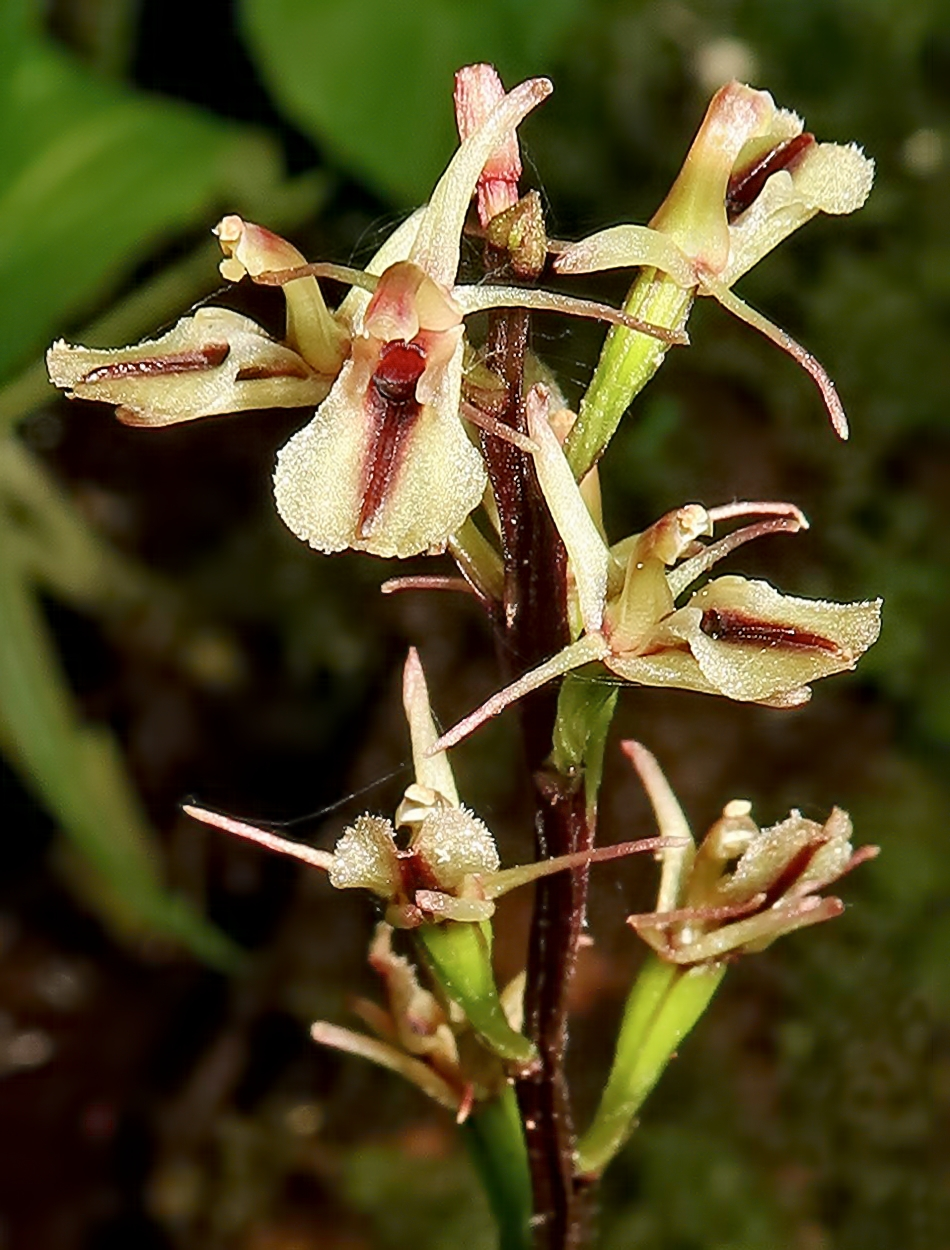
Liparis auriculata

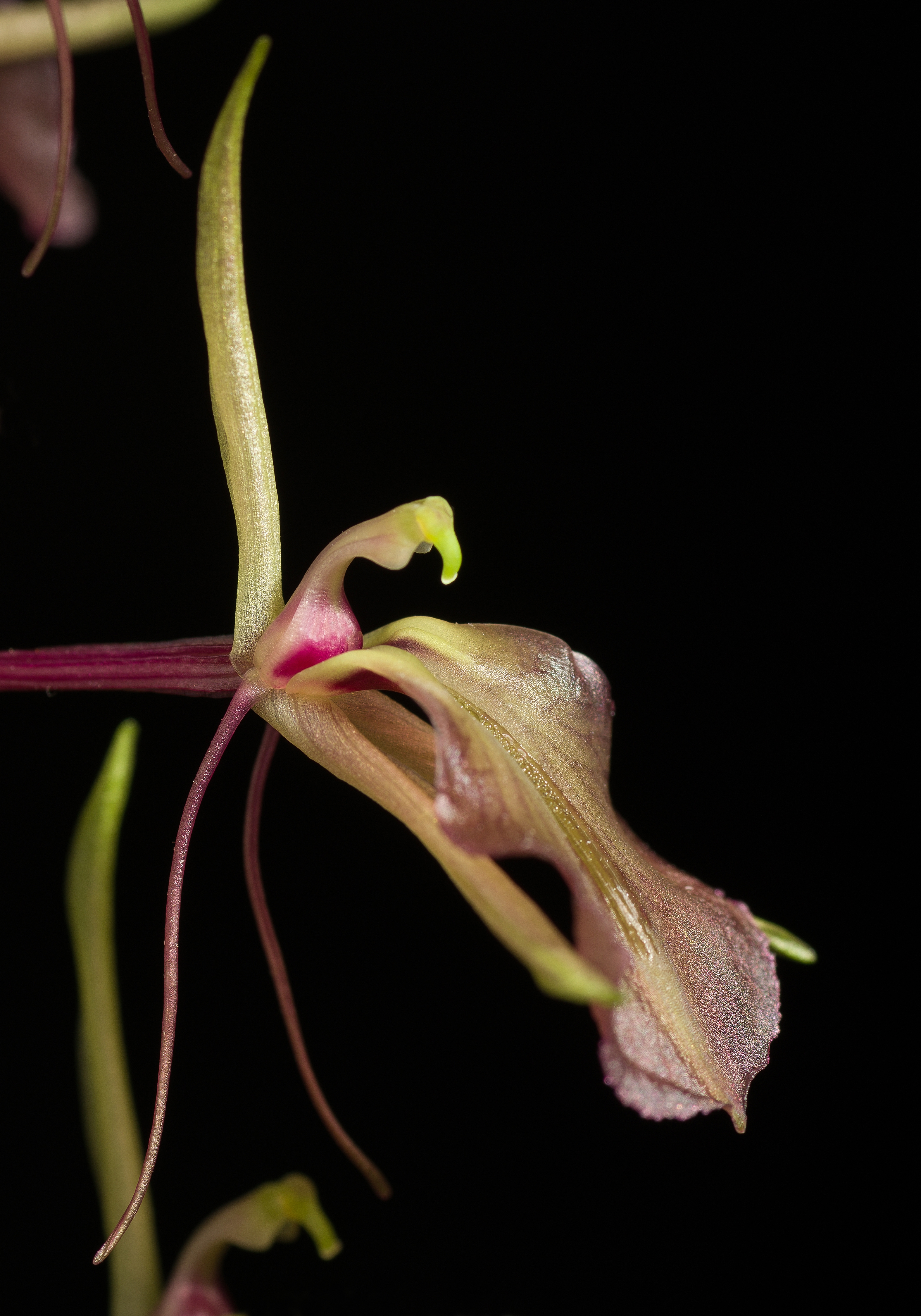
Liparis makinoana

Lipiennik (Liparis Rich.) – rodzaj roślin należący do rodziny storczykowatych (Orchidaceae). Należy do niego 424–425 gatunków. Występują one na wszystkich kontynentach w strefie międzyzwrotnikowej i tam są najbardziej zróżnicowane. Nieliczne gatunki rosną w strefie umiarkowanej półkuli północnej w Azji Wschodniej, w Ameryce Północnej (trzy gatunki), jeden gatunek (obecny także w Ameryce Północnej) występuje w Europie – lipiennik Loesela (Liparis loeselii). Jest to jedyny przedstawiciel rodzaju występujący w Polsce i zarazem gatunek typowy rodzaju.

## Systematyka
Synonimy taksonomiczne

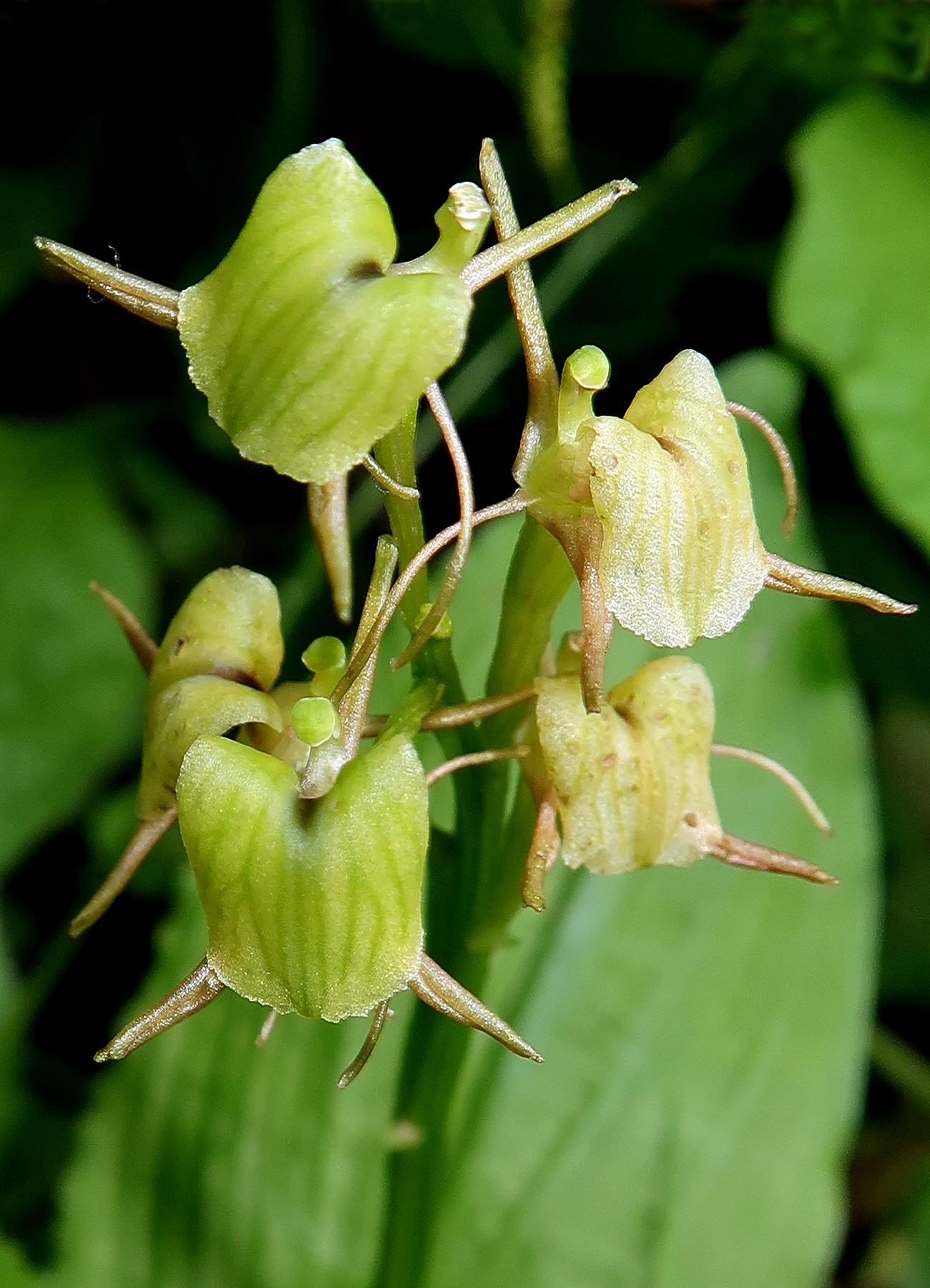
Liparis purpureovittata

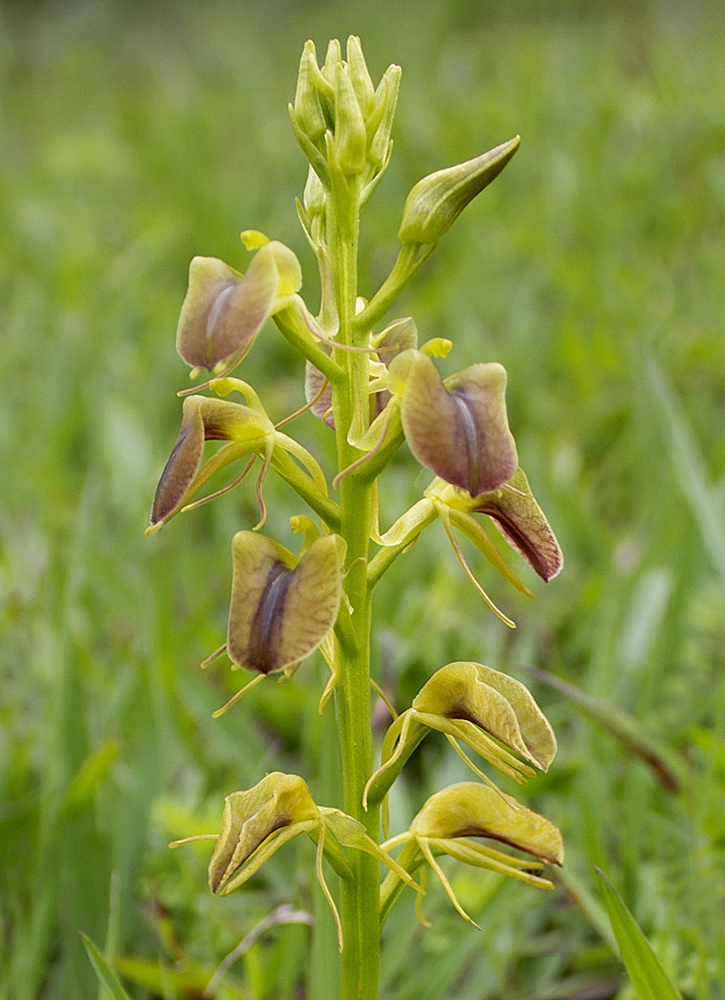
Liparis vexillifera

Alipsa Hoff., Mesoptera Raf., Paliris Dumort., Pseudorchis S. F. Gray, Sturmia H. G. L. Reich.
Pozycja systematyczna według Angiosperm Phylogeny Website (aktualizowany system APG IV z 2016)
Jeden z siedmiu rodzajów plemienia Malaxideae w obrębie podrodziny epidendronowych (Epidendroideae) z rodziny storczykowatych (Orchidaceae). Storczykowate są kladem bazalnym w rzędzie szparagowców Asparagales w obrębie jednoliściennych.
Pozycja w systemie Reveala (1994–1999)
Gromada okrytonasienne (Magnoliophyta Cronquist), podgromada Magnoliophytina Frohne & U. Jensen ex Reveal, klasa jednoliścienne (Liliopsida Brongn.), podklasa liliowe (Liliidae J.H. Schaffn.), nadrząd Lilianae Takht., rząd storczykowce (Orchidales Raf), podrząd Orchidineae Rchb., rodzina storczykowate (Orchidaceae Juss., podrodzina Liparidoideae Luerss., plemię Liparideae Pfitzer, podplemię  Liparidinae  Lindl. ex Miq., rodzaj lipiennik (Liparis Rich.).
Wykaz gatunków
- Liparis aaronii P.J.Cribb & B.A.Lewis
- Liparis abyssinica A.Rich.
- Liparis acaulis Schltr.
- Liparis acuminata Hook.f.
- Liparis acutissima Rchb.f.
- Liparis affinis (Blume) Lindl.
- Liparis alata A.Rich.
- Liparis alpina P.Royen
- Liparis altigena Schltr.
- Liparis amabilis Fukuy.
- Liparis ambohimangana Hermans
- Liparis amboinensis J.J.Sm.
- Liparis amesiana Schltr.
- Liparis anatina Szlach.
- Liparis anceps Schltr.
- Liparis andringitrana Schltr.
- Liparis anemophila Schltr.
- Liparis angustilabris (F.Muell.) Blaxell
- Liparis angustioblonga P.H.Yang & X.H.Jin
- Liparis anopheles J.J.Wood
- Liparis anthericoides H.Perrier
- Liparis aphylla G.A.Romero & Garay
- Liparis apiculata Schltr.
- Liparis aptenodytes J.J.Sm.
- Liparis arachnites Schltr.
- Liparis araneola Ridl.
- Liparis arcuata J.J.Sm.
- Liparis arnoglossophylla (Rchb.f.) Hemsl.
- Liparis arrigens J.J.Sm.
- Liparis ascendens P.J.Cribb
- Liparis asinacephala W.Suarez & Cootes
- Liparis assamica King & Pantl.
- Liparis atropurpurea Lindl.
- Liparis atrosanguinea Ridl.
- Liparis aurantiorbiculata J.J.Wood & A.L.Lamb
- Liparis auriculata Blume ex Miq.
- Liparis auriculifera J.J.Sm.
- Liparis aurita Ridl.
- Liparis averyanoviana Szlach.
- Liparis balansae Gagnep.
- Liparis barbata Lindl.
- Liparis bathiei Schltr.
- Liparis bautingensis Tang & F.T.Wang
- Liparis beccarii Ridl.
- Liparis beckeri R.J.V.Alves
- Liparis beddomei Ridl.
- Liparis benguetensis (Ames) Schltr.
- Liparis bernieri Frapp. ex Cordem.
- Liparis bibullata J.J.Sm.
- Liparis bicolor J.J.Sm.
- Liparis bicornis Ridl.
- Liparis bicuspidata J.J.Sm.
- Liparis biglobulifera J.J.Sm.
- Liparis biloba Wight
- Liparis bilobulata J.J.Sm.
- Liparis bistriata C.S.P.Parish & Rchb.f.
- Liparis bleyi J.J.Sm.
- Liparis bontocensis Ames
- Liparis bootanensis Griff.
- Liparis bowkeri Harv.
- Liparis brachyglottis Rchb.f. ex Trimen
- Liparis brachystalix Rchb.f.
- Liparis brachystele Ridl.
- Liparis bracteata T.E.Hunt
- Liparis brassii Ormerod
- Liparis brevicaulis Schltr.
- Liparis brookesii Ridl.
- Liparis brunnea Ormerod
- Liparis brunneolobata Kerr
- Liparis brunnescens Schltr.
- Liparis bulbophylloides H.Perrier
- Liparis caillei Finet
- Liparis calcarea Schltr.
- Liparis caloglossa Schltr.
- Liparis campylostalix Rchb.f.
- Liparis capensis Lindl.
- Liparis cardiophylla Ames
- Liparis caricifolia Schltr.
- Liparis carinatisepala J.J.Sm.
- Liparis carnicolor Ormerod
- Liparis cathcartii Hook.f.
- Liparis caulescens Frapp. ex Cordem.
- Liparis cauliflora Merr.
- Liparis celebica Schltr.
- Liparis cespitosa (Lam.) Lindl.
- Liparis chalandei Finet
- Liparis chapaensis Gagnep.
- Liparis cheniana X.H.Jin
- Liparis chimanimaniensis G.Will.
- Liparis chlorantha Schltr.
- Liparis chungthangensis Lucksom
- Liparis cinnabarina J.J.Sm.
- Liparis cladophylax Schltr.
- Liparis clareae Hermans
- Liparis clavigera Ridl.
- Liparis cleistogama J.J.Sm.
- Liparis clypeolum (G.Forst.) Lindl.
- Liparis coelogynoides (F.Muell.) Benth.
- Liparis cogniauxiana F.Barros & L.R.S.Guim.
- Liparis collinsii B.Gray
- Liparis condylobulbon Rchb.f.
- Liparis congesta Ridl.
- Liparis conopea Aver.
- Liparis cordifolia Hook.f.
- Liparis cordiformis C.Schweinf.
- Liparis crassibasis J.J.Sm.
- Liparis crenulata (Blume) Lindl.
- Liparis crispifolia Rchb.f.
- Liparis cumingii Ridl.
- Liparis cyclostele Schltr.
- Liparis cymbidiifolia J.J.Sm.
- Liparis cyperifolia Ridl.
- Liparis dalessandroi Dodson
- Liparis dalzellii Hook.f.
- Liparis damingshanensis L.Wu & Y.S.Huang
- Liparis decurrens (Blume) Rchb.f. ex Ridl.
- Liparis deflexa Hook.f.
- Liparis deistelii Schltr.
- Liparis delicatula Hook.f.
- Liparis dendrochiloides Seidenf. ex Aver.
- Liparis densa Schltr.
- Liparis disepala Rchb.f.
- Liparis distans C.B.Clarke
- Liparis dolichobulbos Schltr.
- Liparis dolichostachys Schltr.
- Liparis dongchenii Lucksom
- Liparis downii Ridl.
- Liparis draculoides E.W.Greenw.
- Liparis dryadum Schltr.
- Liparis dumaguetensis Ames
- Liparis dunnii Rolfe
- Liparis duthiei Hook.f.
- Liparis elegans Lindl.
- Liparis elegantula Kraenzl.
- Liparis elliptica Wight
- Liparis elmeri (Ames) Schltr.
- Liparis elongata Fukuy.
- Liparis emarginata Aver.
- Liparis epiphytica Schltr.
- Liparis esquirolii Schltr.
- Liparis exaltata Ridl.
- Liparis exilis J.J.Sm.
- Liparis fantastica Ames & C.Schweinf.
- Liparis fargesii Finet
- Liparis ferruginea Lindl.
- Liparis ficicola Schltr.
- Liparis filiformis Aver.
- Liparis finetiana Schltr.
- Liparis finisterrae Schltr.
- Liparis firma J.J.Sm.
- Liparis fissilabris Tang & F.T.Wang
- Liparis flabellata J.J.Sm.
- Liparis flammula Frapp. ex Cordem.
- Liparis flavescens (Thouars) Lindl.
- Liparis fleckeri Nicholls
- Liparis foetulenta J.J.Sm.
- Liparis formosana Rchb.f.
- Liparis forrestii Rolfe
- Liparis fragilis (Ames) Ames
- Liparis furcata (Hook.f.) Ridl.
- Liparis gamblei Hook.f.
- Liparis gautierensis J.J.Sm.
- Liparis geelvinkensis J.J.Sm.
- Liparis genychila Schltr.
- Liparis geophila Schltr.
- Liparis gibbsiae J.J.Sm.
- Liparis gigantea C.L.Tso
- Liparis gjellerupii J.J.Sm.
- Liparis glaucescens J.J.Sm.
- Liparis glossula Rchb.f.
- Liparis glumacea Schltr.
- Liparis goodyeroides Schltr.
- Liparis govidjoae Schltr.
- Liparis gracilenta Dandy
- Liparis gracilipes Schltr.
- Liparis graciliscapa Schltr.
- Liparis graminifolia Ormerod
- Liparis grandiflora Ridl.
- Liparis greenwoodiana Espejo
- Liparis grossa Rchb.f.
- Liparis guangxiensis C.L.Feng & X.H.Jin
- Liparis habenarina (F.Muell.) Benth.
- Liparis hagerupii J.J.Sm.
- Liparis halconensis (Ames) Ames
- Liparis harketii Killmann & Eb.Fisch.
- Liparis hawaiensis H.Mann
- Liparis heliophila J.J.Sm.
- Liparis hemipilioides Schltr.
- Liparis henrici Schltr.
- Liparis henryi Rolfe
- Liparis hensoaensis Kudô
- Liparis hirtzii Dodson
- Liparis hirundo Holttum
- Liparis hostifolia (Koidz.) Koidz. ex Nakai
- Liparis imerinensis Schltr.
- Liparis imperatifolia Schltr.
- Liparis inamoena Schltr.
- Liparis inaperta Finet
- Liparis insectifera Ridl.
- Liparis jamaicensis Lindl. ex Griseb.
- Liparis janowskii J.J.Sm.
- Liparis javanica J.J.Sm.
- Liparis jovispluvii C.S.P.Parish & Rchb.f.
- Liparis jumelleana Schltr.
- Liparis kamborangensis Ames & C.Schweinf.
- Liparis kamerunensis Schltr.
- Liparis kempfii Schltr.
- Liparis kempteriana Schltr.
- Liparis kemulensis J.J.Sm.
- Liparis kenejiae Schltr.
- Liparis kerintjiensis J.J.Sm.
- Liparis kinabaluensis J.J.Wood
- Liparis kiriromensis Tixier
- Liparis koreojaponica Tsutsumi, T.Yukawa, N.S.Lee, C.S.Lee & M.Kato
- Liparis krameri Franch. & Sav.
- Liparis kumokiri F.Maek.
- Liparis kwangtungensis Schltr.
- Liparis lacerata Ridl.
- Liparis lacus J.J.Sm.
- Liparis lamproglossa Schltr.
- Liparis latialata Mansf.
- Liparis latibasis J.J.Sm.
- Liparis laticuneata C.Schweinf.
- Liparis latifolia Lindl.
- Liparis latilabris Rolfe
- Liparis laurisilvatica Fukuy.
- Liparis lauterbachii Schltr.
- Liparis laxa Schltr.
- Liparis layardii F.Muell.
- Liparis le-ratii Schltr.
- Liparis leptopus Schltr.
- Liparis letouzeyana Szlach. & Olszewski
- Liparis leucophaea Schltr.
- Liparis leytensis Ames
- Liparis liangzuensis T.P.Lin & W.M.Lin
- Liparis liliifolia (L.) Rich. ex Lindl.
- Liparis lindeniana (A.Rich. & Galeotti) Hemsl.
- Liparis linearifolia (Ames) Ames
- Liparis listeroides Schltr.
- Liparis loeselii (L.) Rich. – lipiennik Loesela
- Liparis loliacea Ridl.
- Liparis longicaulis Ridl.
- Liparis longipetala Ridl.
- Liparis longissima J.J.Sm.
- Liparis lutea Ridl.
- Liparis luteola Lindl.
- Liparis lycopodioides J.J.Sm.
- Liparis lydiae Lucksom
- Liparis madrensis Soto Arenas, Salazar & R.Jiménez
- Liparis magnicallosa Ames
- Liparis maingayi (Hook.f.) Ridl.
- Liparis major Schltr.
- Liparis makinoana Schltr.
- Liparis mamillata Aver.
- Liparis mannii Rchb.f.
- Liparis mantidopsis Szlach.
- Liparis maotiensis J.J.Sm.
- Liparis mapaniifolia Schltr.
- Liparis mentaweiensis J.J.Sm.
- Liparis merapiensis Schltr.
- Liparis merrillii (Ames) Schltr.
- Liparis microblepharon Schltr.
- Liparis microcharis Schltr.
- Liparis minahassae J.J.Sm.
- Liparis miniata Schltr.
- Liparis misoolensis Ormerod
- Liparis molendinacea G.Will.
- Liparis montana (Blume) Lindl.
- Liparis mulindana Schltr.
- Liparis murkelensis J.J.Sm.
- Liparis nakaharae Hayata
- Liparis nana Rolfe
- Liparis nebuligena Schltr.
- Liparis nectarina Frapp. ex Cordem.
- Liparis negrosiana Ames
- Liparis nephrocardia Schltr.
- Liparis nervosa (Thunb.) Lindl.
- Liparis neuroglossa Rchb.f.
- Liparis nigra Seidenf.
- Liparis nigrescens Schltr.
- Liparis nugentiae F.M.Bailey
- Liparis nutans (Ames) Ames
- Liparis nyikana G.Will.
- Liparis ochracea Ridl.
- Liparis ochrantha Schltr.
- Liparis odorata (Willd.) Lindl.
- Liparis oligantha Schltr.
- Liparis olivacea Lindl.
- Liparis oppositifolia Szlach.
- Liparis orbiculata L.O.Williams
- Liparis ornithorrhynchos Ridl.
- Liparis ovalis Schltr.
- Liparis palawanensis Ames
- Liparis palawensis Tuyama
- Liparis pallida (Blume) Lindl.
- Liparis pandaneti J.J.Sm.
- Liparis panduriformis H.Perrier
- Liparis parva Ridl.
- Liparis parviflora (Blume) Lindl.
- Liparis parvula (Hook.f.) Ridl.
- Liparis pauliana Hand.-Mazz.
- Liparis pedicellaris Schltr.
- Liparis penduliflora Szlach.
- Liparis perpusilla Hook.f.
- Liparis perrieri Schltr.
- Liparis petelotii Gagnep.
- Liparis petiolata (D.Don) P.F.Hunt & Summerh.
- Liparis petraea Aver. & Averyanova
- Liparis petricola (D.L.Jones & B.Gray) Bostock
- Liparis phalacrocorax N.Hallé
- Liparis philippinensis (Ames) Schltr.
- Liparis phyllocardia Schltr.
- Liparis pilifera J.J.Sm.
- Liparis plantaginea Lindl.
- Liparis platychila Schltr.
- Liparis platyglossa Schltr.
- Liparis platyphylla Ridl.
- Liparis platyrachis Hook.f.
- Liparis prava Ames
- Liparis prianganensis J.J.Sm.
- Liparis propinqua Ames
- Liparis pseudodisticha Schltr.
- Liparis pterosepala N.S.Lee, C.S.Lee & K.S.Lee
- Liparis puberula Ridl.
- Liparis pullei J.J.Sm.
- Liparis pulverulenta Guillaumin
- Liparis pumila Aver.
- Liparis puncticulata Ridl.
- Liparis punctilabris Frapp. ex Cordem.
- Liparis purpureoviridis Burkill & Holttum
- Liparis purpureovittata Tsutsumi, T.Yukawa & M.Kato
- Liparis pygmaea King & Pantl.
- Liparis quadribullata Schltr.
- Liparis ramosa Poepp. & Endl.
- Liparis rectangularis H.Perrier
- Liparis reflexa (R.Br.) Lindl.
- Liparis refracta J.J.Sm.
- Liparis regnieri Finet
- Liparis remota J.Stewart & Schelpe
- Liparis resupinata Ridl.
- Liparis retusa Fawc. & Rendle
- Liparis rheedei Lindl.
- Liparis rhodochila Rolfe
- Liparis rhombea J.J.Sm.
- Liparis riparia J.J.Sm.
- Liparis rivalis Schltr.
- Liparis rivularis Aver.
- Liparis rockii Ormerod
- Liparis rosseelii Stévart
- Liparis rostrata Rchb.f.
- Liparis rungweensis Schltr.
- Liparis rupestris Griff.
- Liparis rusbyi Rolfe
- Liparis salassia (Pers.) Summerh.
- Liparis sambiranoensis Schltr.
- Liparis sasakii Hayata
- Liparis saundersiana Rchb.f.
- Liparis scaposa Frapp. ex Cordem.
- Liparis schistochila Schltr.
- Liparis scleriifolia Schltr.
- Liparis seidenfadeniana Szlach.
- Liparis serpens Garay
- Liparis serrulata Schltr.
- Liparis siamensis Rolfe ex Downie
- Liparis similis Schltr.
- Liparis simmondsii F.M.Bailey
- Liparis somae Hayata
- Liparis sootenzanensis Fukuy.
- Liparis sparsiflora Aver.
- Liparis spectabilis Schltr.
- Liparis spiralipetala J.J.Sm.
- Liparis stenoglossa C.S.P.Parish & Rchb.f.
- Liparis stenophylla Schltr.
- Liparis stenostachya Schltr.
- Liparis stolzii Schltr.
- Liparis stricklandiana Rchb.f.
- Liparis suborbicularis Summerh.
- Liparis sula N.Hallé
- Liparis superposita Ormerod
- Liparis swenssonii F.M.Bailey
- Liparis sympodialis Schltr.
- Liparis tenella J.J.Sm.
- Liparis tenuis Rolfe ex Downie
- Liparis tigerhillensis A.P.Das & Chanda
- Liparis togensis J.J.Sm.
- Liparis torricellensis Schltr.
- Liparis torta Hook.f.
- Liparis toxopei J.J.Sm.
- Liparis trachyglossa Schltr.
- Liparis tradescantiifolia (Blume) Lindl.
- Liparis tricallosa Rchb.f.
- Liparis trichechus J.J.Sm.
- Liparis trichoglottis (Ames) Schltr.
- Liparis tridens Kraenzl.
- Liparis trifoliata J.J.Wood & Ormerod
- Liparis tripartita Aver. & Averyanova
- Liparis triticea Ridl.
- Liparis trullifera Ames & C.Schweinf.
- Liparis trulliformis Schltr.
- Liparis truncata F.Maek. ex T.Hashim.
- Liparis truncatula Schltr.
- Liparis truncicola Schltr.
- Liparis tschangii Schltr.
- Liparis tunensis J.J.Sm.
- Liparis udaii S.Misra
- Liparis verticillata G.A.Romero & Garay
- Liparis vestita Rchb.f.
- Liparis vexillifera (Lex.) Cogn.
- Liparis viridicallus Holttum
- Liparis viridiflora (Blume) Lindl.
- Liparis viridipurpurea Griseb.
- Liparis vittata Ridl.
- Liparis volcanica R.González & Zamudio
- Liparis wageneri (Rchb.f.) Rchb.f.
- Liparis walakkadensis M.Kumar & Sequiera
- Liparis walkeriae Graham
- Liparis warpurii Rolfe
- Liparis werneri Schltr.
- Liparis wightiana Thwaites
- Liparis xanthina Ridl.
- Liparis yamadae (Tuyama) Fosberg & Sachet
- Liparis yongnoana N.S.Lee, C.S.Lee & K.S.Lee
- Liparis zaratananae Schltr.
- Liparis zosterops N.Hallé

Hybryda
- Liparis × jonesii S.L.Bentley